# Lista de estádios em construção
A lista a cita os estádios propostos ou em construção, com "estádio" sendo definido como um local que pode acomodar esportes tradicionalmente realizados ao ar livre. A lista não inclui arenas internas em construção. Estádios totalmente novos em construção no mesmo local que um antigo estádio demolido estão incluídos, no entanto, expansões para estádios já existentes não estão incluídas e nem locais recentemente construídos que foram abertos, mesmo que a construção continue em parte do estádio.

## Lista
| Estádio                                     | Capacidade | Cidade                      | País                 | Mandante                                                         | Inauguração |
| ------------------------------------------- | ---------- | --------------------------- | -------------------- | ---------------------------------------------------------------- | ----------- |
| Guangzhou Evergrande Football Stadium       | 100.000    | Guangzhou                   | China                | Guangzhou Football Club                                          | A definir   |
| Grand Stade de Casablanca                   | 93.440     | Casablanca                  | Marrocos             | Raja Casablanca, Wydad Casablanca, Seleção Marroquina de Futebol | A definir   |
| New Administrative Capital Stadium          | 91.000     | Nova Capital Administrativa | Egito                | Seleção Egípcia de Futebol                                       | 2023        |
| Bagdá Sports City                           | 85.000     | Bagdá                       | Iraque               | Seleção Iraquiana de Futebol                                     | A definir   |
| Jaipur Cricket Stadium                      | 75.000     | Jaipur                      | Índia                | Rajasthan cricket team, Rajasthan Royals                         | A definir   |
| La Cattedrale                               | 65.000     | Milan                       | Itália               | Milan, Inter de Milão                                            | A definir   |
| Estadio de los Tigres                       | 65.000     | San Nicolás                 | México               | Tigres UANL                                                      | A definir   |
| Addis Ababa National Stadium                | 62.000     | Addis Ababa                 | Etiópia              | Seleção Etíope de Futebol                                        | A definir   |
| New Highmark Stadium                        | 62.000     | Orchard Park                | Estados Unidos       | Buffalo Bills                                                    | 2026        |
| Xiamen Egret Stadium                        | 60.041     | Xiamen                      | China                |                                                                  | 2023        |
| Xi’an International Football Centre         | 60.000     | Xi'an                       | China                |                                                                  | 2023        |
| New Tennessee Titans Stadium                | 60.000     | Nashville                   | Estados Unidos       | Tennessee Titans                                                 | 2027        |
| Novo estádio da Roma                        | 60.000     | Rome                        | Itália               | A.S. Roma                                                        | 2027        |
| Tajiat Olympic Stadium                      | 60.000     | Tajiat                      | Iraque               |                                                                  | A definir   |
| Aw Abadir Stadium                           | 56.000     | Harar                       | Etiópia              | Harar City                                                       | A definir   |
| New Hertha-Stadium                          | 55.137     | Berlin                      | Alemanha             | Hertha BSC                                                       | A definir   |
| Grand Stade d'Oujda                         | 55.000     | Oujda                       | Marrocos             | Mouloudia d'Oujda                                                | A definir   |
| New İzmir Atatürk Stadium                   | 55.000     | İzmir                       | Turquia              |                                                                  | A definir   |
| Everton Stadium                             | 52.888     | Liverpool                   | Inglaterra           | Everton                                                          | 2024        |
| Novo Estádio Nacional                       | 52.000     | Belgrade                    | Sérvia               | Seleção Sérvia de Futebol                                        | 2025        |
| Stade Abdelkader Khalef                     | 50.766     | Tizi Ouzou                  | Argélia              | JS Kabylie                                                       | 2023        |
| Gwalior International Cricket Stadium       | 50.000     | Gwalior                     | Índia                | Seleção Indiana de Críquete                                      | 2023        |
| Rafi Cricket Stadium                        | 50.000     | Karachi                     | Paquistão            | Seleção Paquistanesa de Críquete                                 | 2023        |
| Sheikh Hasina International Cricket Stadium | 50.000     | Dhaka                       | Bangladesh           | Bangladesh National Cricket Team, Dhaka Platoon                  | 2026        |
| Stade Hocine-Aït Ahmed                      | 50.000     | Sétif                       | Argélia              | ES Sétif                                                         | A definir   |
| Saleh Selim Stadium                         | 50.000     | Sheikh Zayed City           | Egito                | Al Ahly                                                          | A definir   |
| Kai Tak Sports Park                         | 50.000     | Kowloon                     | Hong Kong            | Seleção Honconguesa de Futebol, Seleção Honconguesa de Rugby     | 2023        |
| Novo estádio do Auckland                    | 50.000     | Auckland                    | Nova Zelândia        |                                                                  | A definir   |
| Estadio Nacional de El Salvador             | 50.000     | San Salvador                | El Salvador          | Seleção Salvadorenha de Futebol                                  | 2025        |
| Nou Mestalla                                | 49.000     | Valencia                    | Espanha              | Valencia CF                                                      | 2025        |
| New San Lorenzo Stadium                     | 46.264     | Buenos Aires                | Argentina            | San Lorenzo de Almagro                                           | A definir   |
| New Ankara Stadium                          | 45.000     | Ankara                      | Turquia              |                                                                  | 2025        |
| Novo estádio do Club Brugge                 | 40.116     | Bruges                      | Bélgica              | Club Brugge KV                                                   | A definir   |
| Nalanda International Cricket Stadium       | 40.000     | Rajgir                      | Índia                | Bihar Cricket Team, Bihar Ranji Team                             | A definir   |
| Douera Sportpark Stadium                    | 40.000     | Algiers                     | Argélia              | MC Alger                                                         | 2023        |
| USF Football Stadium                        | 40.000     | Tampa                       | Estados Unidos       | South Florida Bulls football                                     | 2026        |
| Qiddiya Stadium                             | 40.000     | Riade                       | Arábia Saudita       | Al Hilal, Al Nassr                                               | 2027        |
| Novo estádio de Dammam                      | 40.000     | Dammam                      | Arábia Saudita       |                                                                  | 2027        |
| Novo Estádio do Panathinaikos               | 38.000     | Athens                      | Grécia               | Panathinaikos F.C.                                               | 2026        |
| Udaipur International Cricket Stadium       | 35.000     | Udaipur                     | Índia                | Rajasthan cricket team                                           | A definir   |
| New Ryan Field                              | 35.000     | Evanston                    | Estados Unidos       | Northwestern Wildcats football                                   | 2026        |
| New Aloha Stadium                           | 35.000     | Honolulu                    | Estados Unidos       | Hawaii Rainbow Warriors football                                 | 2028        |
| Nuevo Estadio León                          | 35.000     | León                        | México               | Club León                                                        | A definir   |
| Nea Toumba Stadium                          | 35.000     | Thessaloniki                | Grécia               | PAOK                                                             | 2026        |
| Novo Seoul Ballpark                         | 35.000     | Seul                        | Coreia do Sul        |                                                                  | A definir   |
| Novo Royals Ballpark                        | 35.000     | Kansas City                 | Estados Unidos       | Kansas City Royals                                               | 2028        |
| New Casement Park                           | 34.500     | Belfast                     | Irlanda do Norte     |                                                                  | 2025        |
| ACA International Cricket Stadium           | 34.000     | Amaravati                   | Índia                | Andhra cricket team                                              | A definir   |
| New Dinamo                                  | 34.000     | Zagreb                      | Croácia              | Dinamo Zagreb                                                    | A definir   |
| Novo Estádio Nacional                       | 33.000     | Minsk                       | Bielorrússia         | Seleção Bielorrussa de Futebol                                   | 2024        |
| Stadionul Dinamo                            | 33.000     | Bucareste                   | Roménia              | Dinamo București                                                 | A definir   |
| Babil Stadium                               | 32.200     | Hillah                      | Iraque               | Al-Qasim. Babil                                                  | A definir   |
| Ammo Baba Stadium                           | 31.200     | Bagdá                       | Iraque               |                                                                  | A definir   |
| Novo estádio do Sanfrecce Hiroshima         | 30.000     | Hiroshima                   | Japão                | Sanfrecce Hiroshima                                              | 2024        |
| Novo estádio do Santos                      | 30.000     | Santos                      | Brasil               | Santos FC                                                        | A definir   |
| Dushanbe Stadium                            | 30.000     | Dushanbe                    | Tajiquistão          | Seleção Tajique de Futebol                                       | A definir   |
| Novo Estádio Nacional                       | 32.000     | Sarajevo                    | Bósnia e Herzegovina | Seleção Bósnia de Futebol                                        | A definir   |
| City of Timișoara Stadium                   | 30.000     | Timișoara                   | Roménia              | Politehnica Timișoara                                            | A definir   |
| New National Stadium                        | 30.000     | Drenas                      | Kosovo               | Seleção Kosovar de Futebol                                       | A definir   |
| Minaa Stadium                               | 30.000     | Basra                       | Iraque               | Al-Mina'a                                                        | A definir   |
| Al Sunbula Stadium                          | 30.000     | Al-Diwaniyah                | Iraque               | Al-Diwaniya                                                      | A definir   |
| Salah Al Din Stadium                        | 30.000     | Tikrit                      | Iraque               | Salahaddin                                                       | A definir   |
| Nasiriyah Stadium                           | 30.000     | Nasiriyah                   | Iraque               | Al-Nasiriya                                                      | A definir   |
| Diyala Stadium                              | 30.000     | Baqubah                     | Iraque               | Diyala                                                           | A definir   |
| Mosul International Stadium                 | 30.000     | Mosul                       | Iraque               | Mosul FC                                                         | A definir   |
| Stade Louis Nicollin                        | 30.000     | Montpellier                 | França               | Montpellier HSC                                                  | A definir   |
| Novo Estádio Mohammed Al Hamad              | 30.000     | Cidade do Kuwait            | Kuwait               | Qadsia SC                                                        | A definir   |
| Te Kaha                                     | 30.000     | Christchurch                | Nova Zelândia        | Crusaders, Canterbury                                            | 2026        |
| Novo Stadio Verona                          | 27.000     | Verona                      | Itália               | Hellas Verona F.C.                                               | A definir   |
| Cagliari Arena                              | 25.000     | Cagliari                    | Itália               | Cagliari Calcio                                                  | 2025        |
| Novo estádio do Brescia                     | 25.000     | Brescia                     | Itália               | Brescia Calcio                                                   | A definir   |
| Miami Freedom Park                          | 25.000     | Miami                       | Estados Unidos       | Inter Miami CF                                                   | 2025        |
| New York City FC Stadium                    | 25.000     | Nova York                   | Estados Unidos       | New York City FC                                                 | 2027        |
| Novo Estádio Municipal de Iași              | 24.179     | Iași                        | Roménia              | FC Politehnica Iași                                              | A definir   |
| Macquarie Point Stadium                     | 23.000     | Hobart                      | Austrália            | Tasmanian AFL team                                               | 2029        |
| Novo Estádio de Riade                       | 22.500     | Riade                       | Arábia Saudita       |                                                                  | 2027        |
| Arena Ponte Preta                           | 22.204     | Campinas                    | Brasil               | Ponte Preta                                                      | A definir   |
| New Adelaide United Stadium                 | 22.000     | Adelaide                    | Austrália            | Adelaide United FC                                               | A definir   |
| Arena Varna                                 | 22.000     | Varna                       | Bulgária             | PFC Cherno More Varna                                            | 2023        |
| Novo Estádio de Denizli                     | 22.000     | Denizli                     | Turquia              | Denizlispor                                                      | A definir   |
| Novo Estádio de Partenio-Lombardi           | 21.500     | Avellino                    | Itália               | U.S. Avellino 1912                                               | 2025        |
| Novo Stadio Castellani                      | 20.266     | Empoli                      | Itália               | Empoli F.C.                                                      | A definir   |
| New Jahn-Sportpark                          | 20.000     | Berlin                      | Alemanha             | BFC Dynamo                                                       | 2028        |
| Novo Estádio do UC                          | 20.000     | Las Condes                  | Chile                | Club Deportivo Universidad Católica                              | A definir   |
| Dream Park                                  | 20.000     | Daejeon                     | Coreia do Sul        | Hanwha Eagles                                                    | 2025        |
| Novo Estádio de Beisebol de Incheon         | 20.000     | Incheon                     | Coreia do Sul        | SSG Landers                                                      | 2024        |
| Eleven Park                                 | 20.000     | Indianapolis                | Estados Unidos       | Indy Eleven                                                      | 2025        |
| Nagasaki Stadium City                       | 20.000     | Nagasaki                    | Japão                | V-Varen Nagasaki                                                 | 2024        |
| Novo Estádio de Elaze                       | 20.000     | Elaze                       | Turquia              | Elazığspor                                                       | 2023        |
| Novo Estádio do Charleroi                   | 20.000     | Charleroi                   | Bélgica              | Sporting Charleroi                                               | 2025        |
| Novo Estádio do AGF                         | 20.000     | Aarhus                      | Dinamarca            | AGF Fodbold                                                      | 2026        |
| Novo Estádio do Luton                       | 19.500     | Luton                       | Inglaterra           | Luton Town F.C.                                                  | 2026        |
| Novo Estádio do Peterborough                | 19.000     | Peterborough                | Inglaterra           | Peterborough United F.C.                                         | A definir   |
| Stadion Hristo Botev                        | 18.777     | Plovdiv                     | Bulgária             | PFC Botev Plovdiv                                                | 2023        |
| Novo Estádio de Liberati                    | 18.500     | Terni                       | Itália               | Ternana Calcio                                                   | A definir   |
| Stadion Zürich                              | 18.000     | Zürich                      | Suíça                | Grasshopper Club ZürichFC Zürich                                 | 2028        |
| Novo Estádio do Crotone                     | 18.000     | Crotone                     | Itália               | F.C. Crotone                                                     | A definir   |
| Novo Estádio de Constanța                   | 18.000     | Constanța                   | Roménia              | FCV Farul Constanța                                              | 2025        |
| Novo Estádio do Bath Rugby                  | 18.000     | Bath                        | Inglaterra           | Bath Rugby                                                       | A definir   |
| Novo Estádio do Oxford                      | 18.000     | Oxford                      | Inglaterra           | Oxford United F.C.                                               | A definir   |
| Novo Estádio do Aberdeen                    | 17.000     | Aberdeen                    | Escócia              | Aberdeen F.C.                                                    | A definir   |
| Novo Estádio do Padova                      | 16.500     | Padua                       | Itália               | Calcio Padova                                                    | A definir   |
| Fossetts Farm Stadium                       | 16.226     | Southend                    | Inglaterra           | Southend United F.C.                                             | A definir   |
| City of Oradea Stadium                      | 16.100     | Oradea                      | Roménia              |                                                                  | A definir   |
| Bosco dello Sport Stadium                   | 16.000     | Venice                      | Itália               | Venezia F.C.                                                     | 2026        |
| Bulgarian Army Stadium                      | 16.000     | Sofia                       | Bulgária             | CSKA Sofia                                                       | 2025        |
| New Pitești Stadium                         | 15.200     | Pitești                     | Roménia              | FC Argeș Pitești                                                 | A definir   |
| Eduard Streltsov Stadium                    | 15.076     | Moscow                      | Rússia               | FC Torpedo Moscow                                                | 2024        |
| Novo Estádio do Tranmere Rovers             | 15.000     | Birkenhead                  | Inglaterra           | Tranmere Rovers F.C.                                             | A definir   |
| Estádio Nacional da Lituânia                | 15.000     | Vilnius                     | Lituânia             | Seleção Lituana de Futebol                                       | 2025        |
| Railyards Stadium                           | 15.000     | Sacramento                  | Estados Unidos       | Sacramento Republic FC                                           | A definir   |
| Arena Havan                                 | 15.000     | Brusque                     | Brasil               | Brusque FC                                                       | A definir   |
| Novo Estádio Eladio Rosabal Cordero         | 15.000     | Heredia                     | Costa Rica           | Club Sport Herediano                                             | 2023        |
| Novo Estádio do Karaman                     | 15.000     | Karaman                     | Turquia              | Karaman FK                                                       | 2023        |
| Novo Estádio do Niğde                       | 15.000     | Niğde                       | Turquia              | Niğde Anadolu FK                                                 | A definir   |
| Novo Estádio do Kahramanmaraş               | 15.000     | Kahramanmaraş               | Turquia              | Kahramanmaraşspor                                                | A definir   |
| Wyndham City Stadium                        | 15.000     | Tarneit                     | Austrália            | Western United FC                                                | 2026        |
| Novo Estádio do Brest                       | 15.000     | Brest                       | França               | Stade Brestois 29                                                | 2026        |
| Novo Cambuurstadion                         | 15.000     | Leeuwarden                  | Países Baixos        | SC Cambuur                                                       | 2024        |
| Novo Estádio do Dundee FC                   | 15.000     | Dundee                      | Escócia              | Dundee F.C.                                                      | A definir   |
| Stade Nemausus                              | 15.000     | Nîmes                       | França               | Nîmes Olympique                                                  | 2026        |
| National Athletics Centre                   | 15.000     | Budapest                    | Hungria              | Campeonato Mundial de Atletismo de 2023                          | 2023        |
| Newroz International Stadium                | 14.500     | Suleimânia                  | Iraque               | Newroz SC                                                        | A definir   |
| Pampas Stadium                              | 12.850     | Osijek                      | Croácia              | NK Osijek                                                        | 2023        |
| Novo Estádio do İskenderun                  | 12.500     | İskenderun                  | Turquia              | İskenderun FK                                                    | A definir   |
| Novo Estádio Municipal do Târgoviște        | 12.012     | Târgoviște                  | Roménia              |                                                                  | A definir   |
| Novo Estádio do Casertana                   | 12.000     | Caserta                     | Itália               | Casertana FC                                                     | 2025        |
| Novo Estádio de Turgutlu                    | 12.000     | Turgutlu                    | Turquia              | Turgutluspor                                                     | 2023        |
| Novo Estádio do Hadera                      | 12.000     | Hadera                      | Israel               | Hapoel Hadera F.C.                                               | A definir   |
| Novo Estádio do Scunthorpe                  | 12.000     | Scunthorpe                  | Inglaterra           | Scunthorpe United F.C.                                           | 2025        |
| Kansas City Current Stadium                 | 11.000     | Kansas City                 | Estados Unidos       | Kansas City Current                                              | 2024        |
| Novo Estádio do Cizre                       | 10.500     | Cizre                       | Turquia              | Cizrespor                                                        | A definir   |
| Al-Shorta Sports City Stadium               | 10.218     | Bagdá                       | Iraque               | Al-Shorta SC                                                     | A definir   |
| Kapadokya Stadium                           | 10.050     | Nevşehir                    | Turquia              | Nevşehirspor                                                     | A definir   |
| Novo Estádio de Sinop                       | 10.000     | Sinop                       | Turquia              | Sinopspor                                                        | 2023        |
| Novo Estádio do Ümraniye                    | 10.000     | Istambul                    | Turquia              | Ümraniyespor                                                     | A definir   |
| Novo Estádio do Marbella                    | 10.000     | Marbella                    | Espanha              | Marbella FC                                                      | 2025        |
| Novo Estádio do Woking                      | 10.000     | Woking                      | Inglaterra           | Woking F.C.                                                      | A definir   |
| Berbice Stadium                             | 10.000     | Palmyra                     | Guiana               |                                                                  | 2024        |
| Novo Estádio de Erbaa                       | 10.000     | Erbaa                       | Turquia              | Erbaaspor                                                        | A definir   |
| Novo Estádio do Utah Warriors               | 10.000     | Salt Lake City              | Estados Unidos       | Utah Warriors                                                    | 2023        |
| New Knoxville Ballpark                      | 10.000     | Knoxville                   | Estados Unidos       | Tennessee Smokies. One Knoxville SC                              | 2024        |
| Novo Estádio de Fort Worth                  | 10.000     | Fort Worth                  | Estados Unidos       | Fort Worth USL team                                              | 2024        |
| Tidewater Landing Stadium                   | 10.000     | Pawtucket                   | Estados Unidos       | Rhode Island FC                                                  | 2024        |
| Novo Estádio de Memphis                     | 10.000     | Memphis                     | Estados Unidos       | Memphis 901 FC                                                   | 2025        |
| Novo Estádio de Beisebol de Richmond        | 10.000     | Richmond                    | Estados Unidos       | Richmond Flying Squirrels                                        | 2025        |
| Novo Estádio de Putrajaya                   | 10.000     | Putrajaya                   | Malásia              |                                                                  | A definir   |
| Stadion im. Braci Czachorów                 | 8.800      | Radom                       | Polónia              | Radomiak Radom                                                   | A definir   |
| Stadion im. Ojca Władysława Augustynka      | 8.111      | Nowy Sącz                   | Polónia              | Sandecja Nowy Sącz                                               | A definir   |
| Novo Estádio do Greenville                  | 8.100      | Mauldin                     | Estados Unidos       | Greenville Triumph SC                                            | A definir   |
| Woodbine Stadium                            | 8.000      | Toronto                     | Canadá               |                                                                  | A definir   |
| New National Stadium                        | 8.000      | Gibraltar                   | Gibraltar            | Seleção Gibraltina de Futebol                                    | A definir   |
| Novo Estádio do Hradec Králové              | 8.000      | Hradec Králové              | Chéquia              | FC Hradec Králové                                                | 2023        |
| Novo Estádio do Ebbsfleet                   | 8.000      | Northfleet                  | Inglaterra           | Ebbsfleet United F.C.                                            | A definir   |
| Iron District Stadium                       | 8.000      | Milwaukee                   | Estados Unidos       | Milwaukee USL team                                               | 2025        |
| Novo Estádio de Chattanooga                 | 8.000      | Chattanooga                 | Estados Unidos       | Chattanooga Lookouts                                             | A definir   |
| Kfar Qassem Football Stadium                | 8.000      | Kafr Qasim                  | Israel               | F.C. Kafr Qasim                                                  | A definir   |
| Soldier Beach Stadium                       | 8.000      | Aktau                       | Cazaquistão          | FC Caspiy                                                        | A definir   |
| Novo Estádio de Rzeszów                     | 7.900      | Rzeszów                     | Polónia              |                                                                  | 2025        |
| Tiberias Football Stadium                   | 7.554      | Tiberias                    | Israel               | Ironi Tiberias F.C.                                              | 2023        |
| Queensboro FC Stadium                       | 7.500      | New York                    | Estados Unidos       | Queensboro FC                                                    | A definir   |
| Novo Estádio de Kyzylorda                   | 7.000      | Kyzylorda                   | Cazaquistão          | FC Kaisar                                                        | A definir   |
| TicketSmarter Stadium                       | 6.500      | Windsor                     | Estados Unidos       | Northern Colorado Owlz. Northern Colorado FC                     | 2023        |
| Pro Iowa Stadium                            | 6.300      | Des Moines                  | Estados Unidos       | Des Moines USL team                                              | 2025        |
| Novo Estádio do Lexington                   | 6.000      | Lexington                   | Estados Unidos       | Lexington SC                                                     | A definir   |
| Novo Estádio do FC Andorra                  | 6.000      | Encamp                      | Andorra              | FC Andorra                                                       | A definir   |
| Novo Estádio do Hillsboro                   | 6.000      | Hillsboro                   | Estados Unidos       | Hillsboro Hops                                                   | 2025        |
| Novo Estádio do Hercílio Luz                | 5.500      | Tubarão                     | Brasil               | Hercílio Luz FC                                                  | A definir   |
| Novo Estádio do Lustenau                    | 5.500      | Lustenau                    | Áustria              | SC Austria Lustenau                                              | 2024        |
| Novo Estádio do Forest Green Rovers         | 5.000      | Stonehouse                  | Inglaterra           | Forest Green Rovers F.C.                                         | A definir   |
| Novo Estádio do Gaziosmanpaşa               | 5.000      | Istambul                    | Turquia              | Gaziosmanpaşaspor                                                | A definir   |
| Heidelberg Sports Village Stadium           | 5.000      | Tacoma                      | Estados Unidos       | Tacoma Defiance. OL Reign                                        | A definir   |
| Downtown Spokane Stadium                    | 5.000      | Spokane                     | Estados Unidos       | Spokane USL team                                                 | 2024        |
| New Fresno Stadium                          | 5.000      | Fresno                      | Estados Unidos       | Central Valley Fuego FC                                          | A definir   |
| New Hagerstown Ballpark                     | 5.000      | Hagerstown                  | Estados Unidos       | Hagerstown Atlantic League team                                  | 2024        |
| Rehovot Stadium                             | 5.000      | Rehovot                     | Israel               | Hapoel Marmorek F.C., Maccabi Sha'arayim F.C.                    | 2023        |
| Campus de Braak                             | 4.500      | Helmond                     | Países Baixos        | Helmond Sport                                                    | 2024        |
| Novo Estádio do Sheffield                   | 4.000      | Sheffield                   | Inglaterra           | Sheffield F.C.                                                   | A definir   |
| Novo Estádio de Saskatoon                   | 4.000      | Saskatoon                   | Canadá               | Saskatoon CPL team                                               | 2024        |
| Myshak Metro Ballpark                       | 3.500      | Spruce Grove                | Canadá               | Edmonton Prospects                                               | 2024        |
| New Marshall Ballpark                       | 3.500      | Huntington                  | Estados Unidos       | Marshall Thundering Herd baseball                                | 2024        |
| New Cambridge City Stadium                  | 3.000      | Sawston                     | Inglaterra           | Cambridge City F.C.                                              | A definir   |
| Jacksonville Armada Stadium                 | 2.500      | Jacksonville                | Estados Unidos       | Jacksonville Armada FC                                           | A definir   |
| Treasure Island Stadium                     | 1.500      | San Francisco               | Estados Unidos       | San Francisco Glens                                              | 2023        |
| Novo Estádio de Beisebol de Hudson          | 1.400      | Hudson                      | Estados Unidos       | St. Croix River Hounds                                           | 2023        |